# 华藏寺镇
华藏寺镇（藏語：རབ་རྒྱས་དགོན་གྱོང་རྡལ།，藏语拼音：Rabgyagoin Kyongdai），是中华人民共和国甘肃省武威市天祝藏族自治县下辖的一个乡镇级行政单位，1984年成为天祝县政府所在地。
镇名由华藏寺（藏語：རབ་རྒྱས་དགོན།，藏语拼音：Rabgya Goin）命名。

## 行政区划
华藏寺镇下辖以下地区：
路西社区、路东社区、中街社区、南街社区、华干路社区、华园台社区、四滩社区、红大村、红明村、阳山村、中庄村、南山村、华藏寺村、岔口驿村、栗家庄村、周家窑村、黄草村、野雉沟村、韭菜沟村、阳洼台村和柏林村。